# Lijst van leden van de Kantonsraad van Zwitserland uit het kanton Appenzell Innerrhoden

Vlag van Appenzell Innerrhoden.

Dit artikel bevat een lijst van leden van de Kantonsraad van Zwitserland uit het kanton Appenzell Innerrhoden.
Appenzell Innerrhoden is een van de kantons die slechts één vertegenwoordiger hebben in de Kantonsraad.

## Lijst
| Naam                         | Partij/fractie         | Ambtsperiode        | Geboren | Overleden |
| ---------------------------- | ---------------------- | ------------------- | ------- | --------- |
| Josef Anton Fässler          | katholiek-conservatief | 1848-1850           | 1796    | 1875      |
| Johann Baptist Dähler        | katholiek-conservatief | 1850-1852 1856-1857 | 1808    | 1879      |
| Franz Joseph Heim            | katholiek-conservatief | 1852-1856           | 1793    | 1859      |
| Joseph Anton Sutter          | katholiek-conservatief | 1857-1860           | 1804    | 1865      |
| Alois Broger                 | katholiek-conservatief | 1860-1865           | 1811    | 1879      |
| Johann Baptist Kölbener      | katholiek-conservatief | 1866-1868           | 1828    | 1868      |
| Johann Baptist Rusch         | katholiek-conservatief | 1869-1875 1877-1890 | 1844    | 1890      |
| Karl Justin Sonderegger      | radicalen              | 1875-1877           | 1842    | 1906      |
| Joseph Albert Hautle         | katholiek-conservatief | 1890-1893           | 1841    | 1912      |
| Johann Baptist Edmund Dähler | KVP/PCP                | 1893-1920           | 1847    | 1927      |
| Carl Rusch                   | KVP/PCP                | 1920-1937           | 1883    | 1946      |
| Armin Locher                 | KVP/PCP                | 1937-1963           | 1897    | 1967      |
| Carl Dobler                  | CVP/PDC                | 1963-1971           | 1903    | 1984      |
| Raymond Broger               | CVP/PDC                | 1971-1980           | 1916    | 1980      |
| Carlo Schmid-Sutter          | CVP/PDC                | 1980-2007           | 1950    |           |
| Ivo Bischofberger            | CVP/PDC                | 2007-2019           | 1958    |           |
| Daniel Fässler               | CVP/PDC                | 2019-               | 1960    |           |

Afkortingen
- CVP/PDC: Christendemocratische Volkspartij
- FDP/PLR: Vrijzinnig-Democratische Partij.De Liberalen, voordien Vrijzinnig-Democratische Partij
- KVP/PCP: Katholieke Volkspartij van Zwitserland, voorloper van de CVP/PDC

Bondsraad
Lijst van leden van de Zwitserse Bondsraad · 
Lijst van bondspresidenten van Zwitserland
Nationale Raad
Aargau · 
Appenzell Ausserrhoden · 
Appenzell Innerrhoden · 
Basel-Landschaft · 
Basel-Stadt · 
Bern · 
Fribourg · 
Genève · 
Glarus · 
Graubünden · 
Jura

Luzern · 
Neuchâtel · 
Nidwalden · 
Obwalden · 
Sankt Gallen · 
Schaffhausen · 
Schwyz · 
Solothurn · 
Thurgau · 
Ticino · 
Uri · 
Vaud · 
Wallis · 
Zug · 
Zürich
1983-1987 · 
1987-1991 · 
1991-1995 · 
1995-1999 · 
1999-2003 · 
2003-2007 · 
2007-2011 · 
2011-2015 · 
2015-2019 · 
2019-2023 · 
2023-2027
Voorzitters
Kantonsraad
Aargau · 
Appenzell Ausserrhoden · 
Appenzell Innerrhoden · 
Basel-Landschaft · 
Basel-Stadt · 
Bern · 
Fribourg · 
Genève · 
Glarus · 
Graubünden · 
Jura

Luzern · 
Neuchâtel · 
Nidwalden · 
Obwalden · 
Sankt Gallen · 
Schaffhausen · 
Schwyz · 
Solothurn · 
Thurgau · 
Ticino · 
Uri · 
Vaud · 
Wallis · 
Zug · 
Zürich
1983-1987 · 
1987-1991 · 
1991-1995 · 
1995-1999 · 
1999-2003 · 
2003-2007 · 
2007-2011 · 
2011-2015 · 
2015-2019 · 
2019-2023 · 
2023-2027
Voorzitters